# Dendronephthya agaricoides
Dendronephthya agaricoides is een zachte koraalsoort uit de familie Nephtheidae. De koraalsoort komt uit het geslacht Dendronephthya. Dendronephthya agaricoides werd in 1909 voor het eerst wetenschappelijk beschreven door Henderson. 